# Paca Orell Salom
Paca Orell Salom   (Bunyola, 10 de gener de 1967) és una futbolista mallorquina activa entre 1981 i 1988.

## Biografia
Orell va ser una de les jugadores més destacades dels primers anys del futbol femení a Mallorca quan la competició femenina va donar inici l'any 1981. Va estar activa set temporades a tres clubs mallorquins: tres al CIDE (1981-1984), una a l'Atlètic Balears (1984-1985) i tres al Joventut Bunyola (1985-1988), on es va retirar. Jugava en la posició de davantera i exercí de capitana en tots els equips als quals va pertànyer, a més d'assolir el títol de màxima golejadora a totes les temporades de lliga regular.
Fou la primera jugadora de les Illes Balears convocada per la selecció espanyola. Va ser pel partit disputat contra la selecció d'Hongria, el 27 de abril de 1985, classificatori per a l'Eurocopa de Noruega (1987); però no va arribar a debutar.

## Palmarès
Campionat de Mallorca
- 6 campionats: 1981-82, 1982-83, 1983-84 (CIDE), 1984-85 (Atlètic Balears), 1985-86 i 1986-87 (Joventut Bunyola)
- 1 subcampionat: 1987-88 (Joventut Bunyola)

Copa President (*)
- 4 campionats: 1982, 1983, 1984 (CIDE) i 1986 (Joventut Bunyola)

Copa de la Reina
- Quarts de final: 1983, 1984 (CIDE), 1985 (Atlètic Balears) i 1986 (Joventut Bunyola)
- Fase de grups: 1987 (Joventut Bunyola)

(*) Competició de lliga disputada després del campionat de Mallorca, atès que ocupava poques dates.

## Reconeixements
El 2018 fou homenatjada públicament per l'Atlètic Balears amb motiu de la presentació oficial de l'equip femení del club blanc-i-blau quan aquest fou reconstituït.